# Eduard Cychmejstruk
Eduard Mykolajovyč Cychmejstruk (in ucraino Едуард Миколайович Цихмейструк?, traslitterazione anglosassone Eduard Mykolayovych Tsykhmeystruk, in russo Эдуард Николаевич Цихмейструк?, Ėduard Nikolaevič Cichmejstruk; Makiïvka, 24 giugno 1973) è un ex calciatore ucraino, di ruolo centrocampista.

## Carriera

### Club
Debutta nel 1991 nella seconda divisione sovietica con il Vahonobudivnyk Stachanov. Gioca 6 partite in Champions League 2001-2002, con la maglia dello Spartak Mosca. Si ritira nel 2008.

### Nazionale
Tra il 1998 ed il 1999 disputa 7 partite nella nazionale ucraina.

## Palmarès

### Club

#### Competizioni nazionali
- Campionato bulgaro: 1

Levski Sofia: 2000-2001
- Campionato russo: 1

Spartak Mosca: 2001

#### Competizioni internazionali
- Coppa dei Campioni della CSI: 1

Spartak Mosca: 2001